# 4 octobre 1926
Le lundi 4 octobre 1926 est le 277e jour de l'année 1926.

## Naissances
- Ali Ben Brahim (mort le 24 août 2017), joueur tunisien de football
- Kazuhiko Nishijima (mort le 15 février 2009), physicien japonais
- Marques Haynes (mort le 22 mai 2015), joueur de basket-ball américain
- Miguel Espinosa (mort le 1er avril 1982), écrivain espagnol
- Pierre Lamy (mort le 6 décembre 1998), producteur canadien
- Raymond Watson (mort le 20 octobre 2012), président directeur général de Walt Disney Productions

- Phar Lap (morte le 5 avril 1932), cheval de course pur-sang anglais

## Décès
- Michel Gandoger (né le 10 mai 1850), prêtre catholique, médecin et botaniste français
- Wolf Ernst Hugo Emil von Baudissin (né le 30 janvier 1867), écrivain et journaliste allemand

## Événements
- Découverte de l'astéroïde (1072) Malva
- André Breton rencontre Nadja[1].